# Lunzer See
Lunzer See – położone na wysokości 608 m n.p.m. naturalne jezioro w Austrii, w landzie Dolna Austria, w rejonie Mostviertel, w okolicy miejscowości wypoczynkowej Lunz am See.

## Geografia i hydrologia
Jezioro ma kształt owalny, w przybliżeniu eliptyczny, o dłuższej osi elipsy zorientowanej w kierunku wschód - zachód. Maksymalna długość jeziora wynosi 1600 m, maksymalna szerokość - 600 m, powierzchnia - 68 ha, maksymalna głębokość - 33,5 m. Jezioro położone jest w głębokiej dolinie, wyżłobionej w północnych stokach Północnych Alp Wapiennych. Otoczone jest licznymi, częściowo zalesionymi szczytami, z których najwyższym jest położony na południe wybitny Dürrenstein, 1878 m  n.p.m., zbudowany ze skał wapiennych.
Górskie otoczenie i zalesienie stoków nadaje jezioru malowniczy charakter i powoduje, że jezioro ma charakter turystyczny. Kwatery dla turystów (hotele, pensjonaty, kwatery prywatne) oraz bary i restauracje znajdują się w położonej na północny zachód od jeziora miejscowości Lunz am See.
Lunzer See zasilane jest i odwadniane przez potok Seebach. W górnej, wąskiej dolinie tego potoku o orientacji północ-południe i położonej na południe od wschodniego krańca jeziora znajdują się jeszcze dwa mniejsze jeziora: Mittersee (Jezioro Pośrednie), wysokość 767 m n.p.m., długość 333 m, szerokość 50 m oraz nieco większe Obersee (Jezioro Górne), wysokość 1113 m n.p.m., długość 790 m, szerokość 300 m, głębokość 15 m. Wszystkie trzy jeziora mają charakter polodowcowy i związane są z działalnością lodowców pokrywających Alpy w okresie plejstoceńskim. Polodowcowa jest też rzeźba górnej doliny potoku Seebach, mająca charakter długiego, dość wąskiego i głębokiego wąwozu, o stromych, częściowo skalistych i urwistych zboczach. Z wysokiego progu między jeziorami Obersee i Mittersee spada wodospad.

## Fauna
Lunzer See zamieszkuje wiele gatunków ryb. Najbardziej typowymi są rozmaite odmiany pstrąga, okonie, kiełby. Zarybienie ma w dużym stopniu charakter naturalny; wprowadzone zostały jednak przez człowieka niektóre gatunki obce. Od 1980 roku populacja ryb w jeziorze zmniejszyła się.

## Zagospodarowanie
Na wschodnim brzegu jeziora działa Biologiczna Stacja Badawcza (Biologische Station Lunz) utworzona przez Universität für Bodenkultur Wien. Zachodni i północno-zachodni brzeg jeziora jest zagospodarowany. Znajdują się tu pomosty, restauracje oraz wypożyczalnie łodzi, kajaków i żaglówek. W tej części jeziora w lipcu na pływającej scenie odbywają się festiwal sztuki współczesnej oraz festiwal muzyczny.